# Nagoja
Nagoja (jap. 名古屋市 Nagoya-shi) – miasto w południowej części wyspy Honsiu, którego aglomerację zamieszkuje około 9 mln ludzi, co czyni ją trzecią co do wielkości w Japonii, po Tokio i Osace.

## Historia
Początkowo była to wieś rybacka. W 1591 roku była główną kwaterą wojsk Hideyoshiego Toyotomi w kampanii koreańskiej. Po rewolucji Meiji nastąpił gwałtowny rozwój miasta. Od 1 października 1889 roku posiada status miasta. 10 listopada 1907 został otwarty port Nagoja. 1 kwietnia 1908 roku ustanowiono pierwsze cztery dzielnice: Higashi, Nishi, Minami i Naka.
1 sierpnia 1922 roku otwarto pierwszą linię trolejbusową, a 1 lutego 1930 roku – autobusową.
Nagoja została niemal całkowicie zniszczona podczas II wojny światowej. Została jednak szybko odbudowana i jest jednym z najnowocześniejszych miast kraju:
- 20 czerwca 1954 – ukończono budowę wieży telewizyjnej w Parku Centralnym
- 15 listopada 1957 – ukończono pierwszy odcinek metra linii[2] Higashiyama z dworca Nagoya do Sakae
- 1 października 1959 – ukończono odbudowę zamku Nagoya
- 3 kwietnia 1997 – oddano do użytku Muzeum Teatru Nō
- marzec-wrzesień 2005 – zorganizowano wystawę EXPO 2005 (wł. Aichi EXPO, które miało miejsce w sąsiednich miastach: Nagakute i Seto)[2].

## Zabytki
Najbardziej znane zabytki to:
- zbudowany w 1612 zamek Nagoya (jap. 名古屋城 Nagoya-jō), którego część spłonęła podczas II wojny światowej i została odbudowana w swoim pierwotnym kształcie w 1959
- zespół architektoniczny shintoistycznego, wielkiego chramu Atsuta (熱田神宮, Atsuta Jingū).

Zamek Nagoya

## Muzea
- Chram Atsuta
- Muzeum Tokugawy oraz park
- Nagoya/Boston Muzeum Sztuk Pięknych
- Muzeum Miasta Nagoja
- Muzeum Morskie wraz ze statkiem do badań arktycznych „Fuji”
- Muzeum Elektryczności
- Muzeum Techniki
- Muzeum Pieniędzy.
- Muzeum Teatru Nō
- Muzeum Uniwersytetu w Nagoi.

## Położenie
Miasto leży w środkowej części wyspy Honsiu nad zatoką Ise. Najwyżej położone miejsce w mieście (198,3 m n.p.m.) wznosi się w dzielnicy Moriyama, a najniżej położone (-1,73 m) znajduje się w dzielnicy Minato. Miasto rozciąga się ze wschodu na zachód na odległość 24,55 km, a z północy na południe – 25,08 km.

## Klimat
Klimat w mieście jest umiarkowany ze średnioroczną temperaturą 16,4 °C, z dość gorącym latem (najwyższa zanotowana temperatura: 39,9 °C) i łagodną i słoneczną zimą (najniższa zanotowana temperatura: -10,3 °C).
| Miesiąc                          | Sty | Lut | Mar | Kwi | Maj | Cze | Lip | Sie | Wrz | Paź | Lis | Gru | Roczna |
| -------------------------------- | --- | --- | --- | --- | --- | --- | --- | --- | --- | --- | --- | --- | ------ |
| Średnie temperatury w dzień [°C] | 8   | 9   | 13  | 19  | 23  | 27  | 30  | 32  | 28  | 22  | 17  | 11  | 20     |
| Średnie temperatury w nocy [°C]  | -1  | 0   | 3   | 9   | 14  | 19  | 23  | 24  | 20  | 13  | 7   | 2   | 11     |
| Średnia liczba dni deszczowych   | 22  | 21  | 23  | 21  | 19  | 21  | 23  | 20  | 22  | 18  | 16  | 18  | 244    |
| Źródło: Weatherbase 2010-02-09   |     |     |     |     |     |     |     |     |     |     |     |     |        |

## Dzielnice miasta
Miasto składa się z 16 dzielnic: Atsuta, Chikusa, Higashi, Kita, Meitō, Midori, Minami, Minato, Mizuho, Moriyama, Naka, Nakagawa, Nakamura, Nishi, Shōwa, Tempaku.

## Gospodarka
Nagoja należy do najbardziej uprzemysłowionych miast kraju. Jest głównym ośrodkiem przemysłowym okręgu Chūkyō. Rozwinięty jest przemysł:
- środków transportu – Toyota
- maszynowy
- precyzyjny
- poligraficzny
- elektroniczny
- włókienniczy
- chemiczny
- porcelanowy  (Noritake Co. Ltd.)
- spożywczy
- hutniczy (żelazo i aluminium)

Jest to także ważny ośrodek handlowo-finansowy. W 2005 roku, w sąsiednim miasteczku Nagakute, odbywała się światowa wystawa Expo 2005. Również Port Nagoya jest ważnym centrum przeładunkowym, min. samochodów Toyota.
29 października 2010 podpisano tu Protokół do Konwencji o różnorodności biologicznej.

## Transport

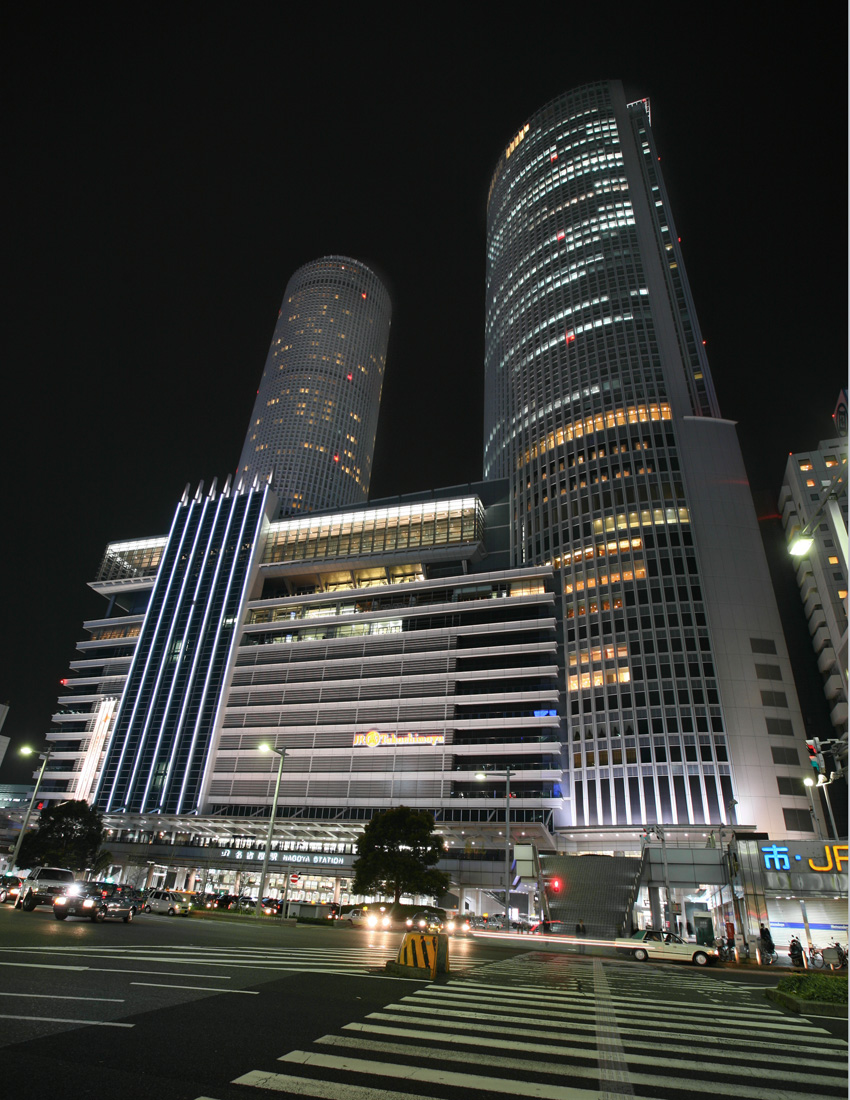
Dworzec Nagoya

Nagoję obsługują 2 porty lotnicze: od 2005 roku Międzynarodowy Port Lotniczy Chūbu (NGO) na sztucznej wyspie w Tokoname i Port Lotniczy Nagoya (NKM) (Port Lotniczy Komaki) zlokalizowany na pograniczu miast Komaki i Kasugai.
Dworzec Nagoya jest największą stacją kolejową na świecie i dużym węzłem komunikacyjnym przecinanym przez linie: Tōkaidō Shinkansen, Magistralę Tōkaidō, Magistralę Chūō.
Meitetsu i Kintetsu – prywatne regionalne przedsiębiorstwa kolejowe obsługują region Tōkai i Kinki.
Nagoya ma dobrze rozwiniętą sieć metra i komunikację autobusową.

## Oświata
W mieście swoje siedziby mają takie uniwersytety jak:
- Nagoya University
- Nagoya City University
- Nagoya Institute of Technology
- Chukyo University
- Nagoya University of Arts
- Nagoya University of Arts and Sciences
- Nagoya University of Commerce & Business
- Nagoya University of Foreign Studies
- Nanzan University
- Aichi University
- Nagoya Women’s University
- Aichi Institute of Technology
- Aichi Medical University
- Aichi Prefectural University
- Aichi Prefectural University of Fine Arts and Music
- Aichi University of Education
- Nagoya Gakuin University

## Sport
Co roku od 1984 odbywa się Kobiecy Maraton (I połowa marca).
W mieście mają swoje siedziby takie kluby sportowe jak:
- Nagoya Grampus Eight – piłka nożna, klub występuje w japońskiej lidze J-League, mecze rozgrywają na Mizuho Athletic Stadium oraz w mieście Toyota, na stadionie Toyota Stadium.
- Chunichi Dragons – baseball, mecze rozgrywa w hali Nagoya Dome
- Nagoya Oceans – futsal, mecze rozgrywa w hali Teva Ocean Arena

## Lokalne jedzenie
Jak każde miasto w Japonii, Nagoja również ma swoje specjały. Są to:
- misokatsu – koltet schabowy w sosie miso,
- tebasaki – rodzaj yakitori,
- kishimen – płaski makaron udon,
- misonikomi udon – makaron w gęstej zupie miso,
- Nagoja kōchin – specjalny rodzaj kurczaka,
- kulki ryżowe z tempurą,
- węgorz – grilowany w całości, w słodkim sosie,
- dengaku – kawałki tofu opiekane i nadziane na patyczek,
- miso oden – mieszanka japońska w sosie miso,
- miso dote – wieprzowe wnętrzności w sosie miso,
- tajwańska mazesoba - rodzaj ramenu bez bulionu[4].

## Populacja
Zmiany w populacji Nagoi w latach 1970–2015:
| Rok  | Populacja |
| ---- | --------- |
| 1970 | 2036053   |
| 1975 | 2079740   |
| 1980 | 2087902   |
| 1985 | 2116381   |
| 1990 | 2154793   |
| 1995 | 2152184   |
| 2000 | 2171557   |
| 2005 | 2215062   |
| 2010 | 2263907   |
| 2015 | 2295638   |

## Miasta partnerskie
- Los Angeles (Stany Zjednoczone)
- Meksyk (Meksyk)
- Nankin (Chiny)
- Reims (Francja)
- Sydney (Australia)
- Taizhong (Tajwan)
- Taszkent (Uzbekistan)
- Turyn (Włochy)